# Монктон-Арунделл, Уильям, 2-й виконт Голуэй
Уильям Монктон-Арунделл, 2-й виконт Голуэй (англ. William Monckton-Arundell, 2nd Viscount Galway; ок. 1725 — 18 ноября 1772) — англо-ирландский пэр и политик.

## Биография
Родился в 1725 году. Старший сын Джона Монктона, 1-го виконта Голуэя (1695—1751), и леди Элизабет Меннерс (1709—1730), дочери Джона Меннерса, 2-го герцога Ратленда. Младший брат — генерал-лейтенант Роберт Монктон (1726—1782), губернатор Нью-Йорка. Он получил образование в Вестминстерской школе.
Генеральный получатель ренты короны в графствах Йоркшир, Уэстморленд и Дарем в 1748 году.
15 июля 1751 года после смерти своего отца Уильям Монктон-Арунделл унаследовал титулы 2-го виконта Голуэя из графства Голуэй (Пэрство Ирландии) и 2-го виконта Килларда в графстве Клэр (Пэрство Ирландии), став членом Палаты лордов Ирландии. Среди его наследства был Серлби-холл в Ноттингемшире. В 1769 году Уильям Монктон унаследовал дополнительные поместья от своей тети по материнской линии, леди Фрэнсис Арунделл, приняв дополнительную фамилию Арунделл в соответствии с условиями ее завещания.
Виконт Голуэй заседал в Палате общин Великобритании от Понтефракта (1747—1748), Тирска (1749—1754) и Понтефракта (1754—1772). Он также занимал должность мастера гончих с 1765 по 1770 год.

## Личная жизнь
12 августа 1747 года виконт Голуэй женился на Элизабет Вильяреаль (1728 — 2 января 1792), дочери Джозефа Айзека Вильяреаля (ок. 1683—1730) и Китти да Коста (1710—1747). У супругов было три сына и две дочери:
- Достопочтенная Элизабет Монктон (? — 2 июля 1835)[1], 1-у муж с 1774 года — сэр Фрэнсис Сайкс, 1-й баронет (одна дочь от первого брака), 2-й муж с 1805 года — сэр Драммонд Смит, 1-й баронет
- Достопочтенная Фрэнсис Шарлотта Монктон (? — 12 сентября 1825)[1], в 1785 году она вышла замуж за Энтони Берлтона-Беннетта, от брака с которым у неё был один сын
- Достопочтенный Джон Монктон (ок. 1748—1769)[1]
- Генри Уильям Монктон-Арунделл, 3-й виконт Голуэй (15 мая 1749 — 2 марта 1774)[1], второй сын и преемник отца.
- Роберт Монктон-Арунделл, 4-й виконт Голуэй (4 июля 1758 — 23 июля 1810)[1].

Виконт Голуэй скончался 18 ноября 1772 года. Ему наследовал его старший сын Генри Уильям.